# Fraates II
Fraates II – król Partów w latach 132–126 p.n.e.
Był synem Mitrydatesa I, w chwili objęcia tronu jeszcze niepełnoletnim, więc początkowo rządziła za niego matka. Jego panowanie naznaczone było zagrożeniem ze strony Saków, którzy napierani przez Yuezhi zagrażali wschodniej granicy Partii. 
W niewoli u Fraatesa przebywał Demetriusz II, pojmany jeszcze przez jego ojca Mitrydatesa I. Demetriusza przetrzymywano w Hyrkanii, skąd dwukrotnie próbował ucieczki. Ponieważ w planach króla partyjskiego było wykorzystanie Demetriusza w walkach dynastycznych między Seleukidami otrzymał za żonę córkę Mitrydatesa I, z którą doczekał się potomstwa. Wykorzystując zaangażowanie Partów na wschodzie wiosną 130 p.n.e. Antioch VII Sidetes, młodszy brat Demetriusza II, zaatakował Mezopotamię, wkrótce zajmując Babilonię, a następnie również Medię i Suzę. W tej ciężkiej dla Partów sytuacji zagrożenia zarówno ze wschodu jak i zachodu Fraates zdecydował się na podjęcie rozmów z Seleucydami. Antioch stawiał jednak warunki oznaczające właściwie likwidację suwerennego partyjskiego państwa: wypuszczenie z niewoli jego brata Demetriusza, oddanie wszystkich partyjskich zdobyczy oraz płacenie Seleucydom trybutu z macierzystych Partii i Hyrkanii. Fraates odrzucił te warunki, a jego emisariusze zaczęli podburzać ludność Medii przeciwko Grekom. Sytuacja tych ostatnich stała się o tyle ciężka, że stosunkowo surowa zima zmusiła ich do rozproszenia się na leżach, a niezdyscyplinowane oddziały dopuszczały się licznych gwałtów na ludności cywilnej, co sprawiało, że emisariusze Fraatesa łatwo znajdowali wśród niej posłuch. Wczesną wiosną 129 p.n.e. wspierany przez powstanie miejscowej ludności Fraates pojawił się w Medii na czele swojej armii.
Kiedy Antioch przemieszczał się na czele części oddziałów żeby pomóc jednostkom znajdującym się najbliżej niego w tłumieniu powstania nagle znalazł się w pobliżu armii Fraatesa, i wbrew swoim doradcom zdecydował się przyjąć bitwę mimo liczebnej przewagi przeciwnika i zajmowania przez niego lepszej pozycji na wzgórzach. Jego armia została pobita i uciekła, a on sam został zabity albo popełnił samobójstwo. Fraates oddał królewskie honory ciału martwego Seleucydy i odesłał je w srebrnej trumnie do Syrii, gdzie jakiś czas przed bitwą wysłał także Demetriusza II wraz z oddziałami partyjskimi, by zajął królestwo Syrii i skłonił Antiocha do wycofania się z Mezopotamii. Do partyjskiej niewoli dostały się tysiące greckich jeńców, w tym syn Antiocha, który potem żył na dworze Arsacydów jako książę, oraz jego córka, która trafiła do haremu Fraatesa.
Tryumf króla Partów wydawał się więc całkowity – wyprawa Antiocha VII Sidetesa była ostatnią próbą Seleucydów odzyskania terytoriów na Wschodzie. Fraates gotował się do marszu na Syrię, kiedy w 128 p.n.e. na wschodzie pojawili się Sakowie, którzy zostali wezwani na pomoc przeciwko Antiochowi, ale nie przybyli na czas. Władca Partów zdecydował się wtedy użyć w bitwie przeciwko nim wcześniej źle traktowanych greckich jeńców, którzy wprawdzie stanęli do boju, jednak gdy tylko szyk Partów zachwiał się pod pierwszym uderzeniem Saków, przeszli oni na stronę tych ostatnich i wzięli srogi odwet na swych dotychczasowych prześladowcach. W rezultacie bitwa z Sakami zakończyła się druzgocącą klęską Irańczyków i śmiercią Fraatesa.

### Źródła
- Marek Junianus Justynus: Zarys dziejów powszechnych starożytności na podstawie Pompejusza Trogusa. Przełożył, wstępem i komentarzem opatrzył Ignacy Lewandowski. Warszawa: Instytut Wydawniczy Pax, 1988, s. 221–224, 234–235. ISBN 83-211-0871-7.

### Opracowania
- Benedetto Bravo, Ewa Wipszycka: Historia starożytnych Greków. T. III. Warszawa: Wydawnictwo Naukowe PWN, 1992. ISBN 83-01-10609-3.
- Bobodżan Gafurow: Dzieje i kultura ludów Azji Centralnej. Prehistoria. Starożytność. Średniowiecze. Przełożył Stefan Michalski. Warszawa: Państwowy Instytut Wydawniczy, 1978, s. 141–142.
- Stanisław Kalita: Grecy w Baktrii i w Indiach. Wybrane problemy ich historii. Do druku przygotował Edward Dąbrowa. Kraków: Towarzystwo Wydawnicze  "Historia Iagellonica", 2009, seria: Mediterraneum. ISBN 978-83-88737-92-3.
- Marek Jan Olbrycht: Mithradates I of Parthia and His Conquests up to 141 B.C. W: Hortus historiae. Księga pamiątkowa ku czci profesora Józefa Wolskiego w setną rocznicę urodzin. Pod redakcją Edwarda Dąbrowy, Marii Dzielskiej, Macieja Salamona, Sławomira Sprawskiego. Kraków: Towarzystwo Wydawnicze "Historia Iagellonica", 2010, s. 229–245. ISBN 978-83-62261-01-7. (ang.).
- Bogdan Składanek: Historia Persji. T. I. Warszawa: Wydawnictwo Akademickie Dialog, 2008. ISBN 83-88238-09-4.